# Spilosoma aurantiaca
Spilosoma aurantiaca är en fjärilsart som beskrevs av Holland 1893. Spilosoma aurantiaca ingår i släktet Spilosoma och familjen björnspinnare. Inga underarter finns listade i Catalogue of Life.